# Вільяманта
Вільяманта (ісп. Villamanta) — муніципалітет в Іспанії, у складі автономної спільноти Мадрид. Населення — 2480 осіб (2010).
Муніципалітет розташований на відстані близько 37 км на захід від Мадрида.
На території муніципалітету розташовані такі населені пункти: (дані про населення за 2010 рік)
- Вільяманта: 2388 осіб
- Хірфа: 27 осіб
- Ла-Мальпуеста: 28 осіб
- Лос-Олівос: 37 осіб

## Демографія
Динаміка населення (INE ):